# 帕拉阿爾塔德薩拉德峰
42°34′27″N 0°53′16″E / 42.57417°N 0.88778°E

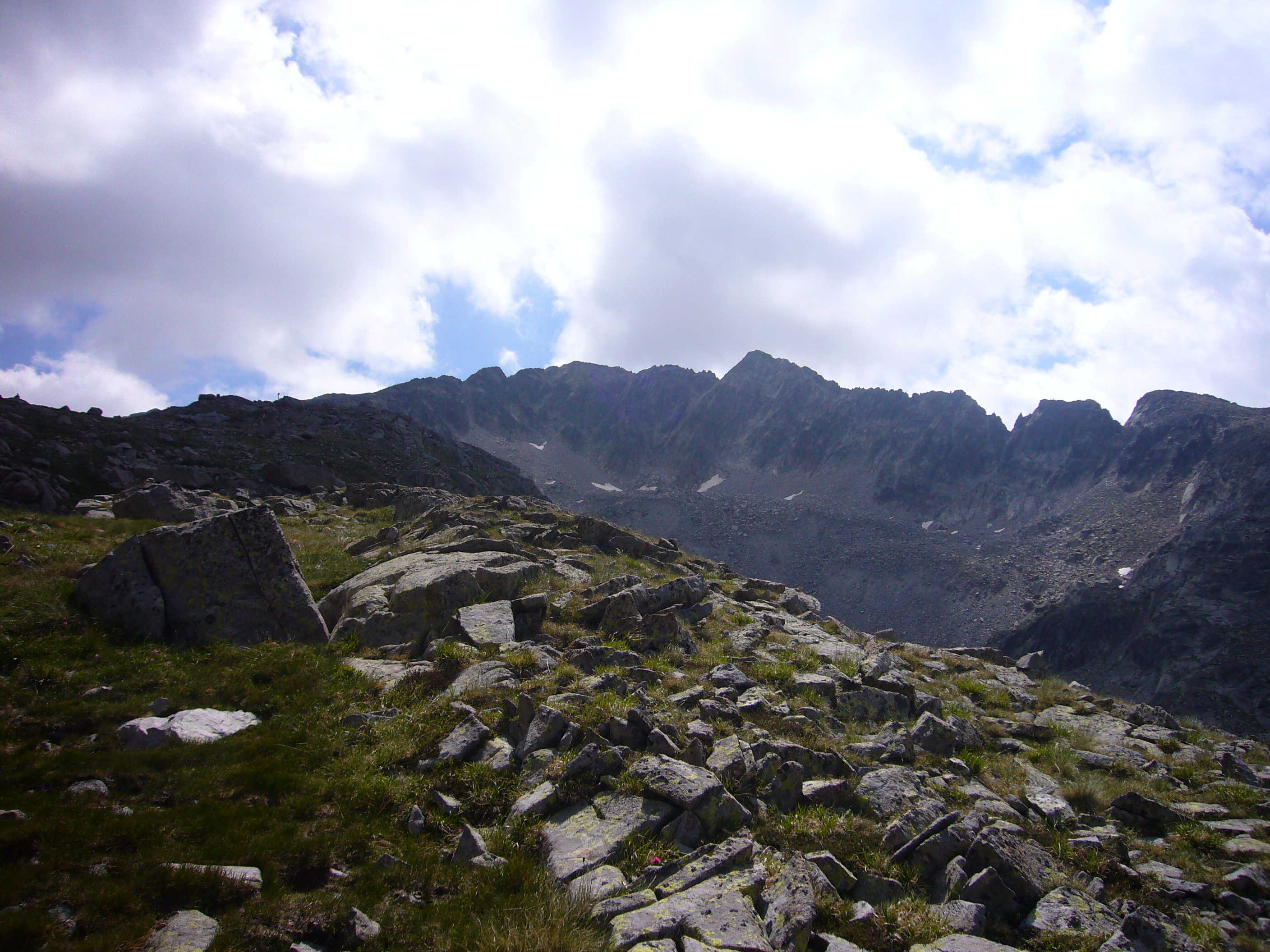

帕拉阿爾塔德薩拉德峰（Pic de la Pala Alta de Sarradé），是西班牙的山峰，位於西班牙東北部加泰羅尼亞，處於列伊達省，屬於比利牛斯山的一部分，海拔高度2,893米。